# Szakács József (gépészmérnök)
Szakács József (Válaszút, 1931. augusztus 17. – Kolozsvár, 2010. július 30.) erdélyi magyar gépészmérnök, műszaki és sportszakíró, szótárszerkesztő.

## Életútja, munkássága
Középfokú tanulmányait Bukarestben kezdte, majd Kolozsváron folytatta, itt érettségizett 1950-ben. A kolozsvári Politechnika Gépészeti Karán szerzett gépészmérnöki oklevelet 1954-ben. Dolgozott a brăilai Progresul, majd a kolozsvári Tehnofrig Gépgyárban; 1974–1991 között a kolozsvári Élelmiszer- és Hűtőipari Géptervező és Kutatóintézetben főkutató, ill. a tervezőosztály vezetőhelyettese. Számos állami, ill. szakági ipari szabvány szerzője.
A Román Repülőszövetség keretében leigazolt vitorlázórepülő, motoros sportrepülő, sárkányrepülő, szakoktató, versenybíró. Több saját tervezésű modellt készített.

## Munkái (válogatás)
- Vitorlázó- és sárkányrepülés (Bartha Bélával, Bukarest, 1981; ill. ennek saját fordítású román változata: Planorism şi deltaplanorism, Bukarest, 1983)
- Műszaki rajz és modern rajztechnika (Péter Loránd és Nagy János társszerzőkkel, Bukarest, 1986)
- Technikatörténeti kronológia (társszerző, Kolozsvár, 1997)
- Dicţionar tehnico-ştiinţific român–maghiar (társszerző, Kolozsvár, 2005)
- A műszaki kutatások és fejlesztések kialakulása Erdélyben, a Bánságban és a Partiumban a kezdetektől a XX. századig (Bitay Enikővel, Kolozsvár, 2006)

Fordításában jelent meg (Nagy Ákossal és Péter Loránddal közösen) A fémmegmunkálás technológiája, szerszámai és munkagépei (Bukarest, 1980).

## Társasági tagság
Az EME keretében 2005-ben beválasztották abba a tudományos tanácsba, amely az egyesület szakosztályait szervezi meg.